# Нырза
Нырза (Нырга) — река в Пинежском районе Архангельской области, правый приток реки Покшеньга (бассейн Пинеги и Северной Двины).
Длина реки — 17 км.
Нырза течёт с востока на запад. Река замерзает в конце октября — ноябре, вскрывается в конце апреля — мае. Питание смешанное, с преобладанием снегового.

## Притоки
- Дунай
- Паша
- Касвера
- Литозера

## Топографические карты
- Лист карты P-38-16-C,D — ФГУП «ГОСГИСЦЕНТР»